# 유니버스 리그의 참가자 목록
다음은 SBS TV 와 에프앤에프엔터테인먼트의 서바이벌 프로그램 《유니버스 리그》의 참가자 목록이다.
| 유니버스 리그 의 참가자 목록 | 유니버스 리그 의 참가자 목록 | 유니버스 리그 의 참가자 목록 | 유니버스 리그 의 참가자 목록 | 유니버스 리그 의 참가자 목록  | 유니버스 리그 의 참가자 목록 | 유니버스 리그 의 참가자 목록                                      |
| 이름                         | 생년                         | 나이                         | 국적                         | 소속사                        | 소속 그룹                    | 비고                                                              |
| ---------------------------- | ---------------------------- | ---------------------------- | ---------------------------- | ----------------------------- | ---------------------------- | ----------------------------------------------------------------- |
| 강준혁                       | 2007년 10월 3일              |                              | 대한민국                     | 개인 연습생                   |                              |                                                                   |
| 구한서                       | 2002년 8월 13일              |                              | 대한민국                     | 개인 연습생                   |                              | 언더나인틴 참가자                                                 |
| 권희준                       | 2001년 5월 1일               |                              | 대한민국                     | 피아이 코퍼레이션             |                              | PRODUCE X 101 참가자                                              |
| 금진호                       | 2000년 10월 24일             |                              | 대한민국                     | 에이티식스 컴퍼니             | MY BOYZ 멤버                 | 소년 판타지 참가자                                                |
| 김기중                       | 2001년 1월 24일              |                              | 대한민국                     | 포켓돌 스튜디오               |                              | 前 IM66 멤버 더 유닛 참가자 前 유앤비 멤버 극한데뷔 야생돌 참가자 |
| 김대윤                       | 2002년 8월 16일              |                              | 대한민국                     | 개인 연습생                   |                              |                                                                   |
| 김동윤                       | 2008년 1월 29일              |                              | 대한민국                     | 스타온터테인먼트              |                              |                                                                   |
| 김주형                       | 2003년 3월 15일              |                              | 대한민국                     | 퍼스트원 엔터테인먼트         | 나인아이 멤버                |                                                                   |
| 김효태                       | 2004년 6월 22일              |                              | 대한민국                     | 개인 연습생                   |                              |                                                                   |
| 남도윤                       | 2008년 12월 2일              |                              | 대한민국                     | 블러썸 엔터테인먼트           |                              | 배우                                                              |
| 다이스케                     | 2009년 12월 25일             |                              | 일본                         | CAT'S EYE 오키나와            |                              |                                                                   |
| 로이스                       | 2000년 12월 23일             |                              | 중국                         | TOV 엔터테인먼트              | YOUTOVE 멤버                 |                                                                   |
| 리쯔누오                     | 2004년 5월 30일              |                              | 중국                         | TOP CLASS 엔터테인먼트        |                              | 少年行 참가자                                                     |
| 리쯔웨이                     | 2002년 5월 29일              |                              | 중국                         | DIYI 엔터테인먼트             | StarT 프로그램 멤버          |                                                                   |
| 맥                           | 2006년 11월 23일             |                              | 태국                         | 개인 연습생                   |                              | 더 보이스 키즈 태국 2019 참가자                                   |
| 박연준                       | 2007년 10월 30일             |                              | 대한민국                     | 개인 연습생                   |                              |                                                                   |
| 박주원                       | 2006년 7월 24일              |                              | 대한민국                     | 빌 엔터테인먼트               |                              |                                                                   |
| 박지훈                       | 2006년 6월 5일               |                              | 대한민국                     | 개인 연습생                   |                              |                                                                   |
| 박한                         | 2003년 9월 25일              |                              | 대한민국                     | 개인 연습생                   |                              | 前 판타지오 연습생                                                |
| 배재호                       | 2008년 4월 25일              |                              | 대한민국                     | 울림 엔터테인먼트             |                              | 판타지 보이즈 참가자                                              |
| 서정우                       | 2001년 9월 6일               |                              | 대한민국                     | 개인 연습생                   |                              |                                                                   |
| 스티븐                       | 2000년 1월 17일              |                              | 오스트레일리아               | EVA 엔터테인먼트              | 루미너스 (그룹) 멤버         | 前 JYP 엔터테인먼트 연습생 PRODUCE X 101 참가자                   |
| 시린                         | 2008년 10월 18일             |                              | 태국                         | 개인 연습생                   |                              |                                                                   |
| 시에위신                     | 2005년 6월 27일              |                              | 중국                         | TOP CLASS 엔터테인먼트        |                              |                                                                   |
| 아유무                       | 2004년 4월 11일              |                              | 일본                         | 빌 엔터테인먼트               |                              |                                                                   |
| 안율                         | 2010년 1월 2일               |                              | 대한민국                     | NO.1 E&M                      |                              | 내일은 국민가수 참가자                                            |
| 에이토                       | 2004년 4월 10일              |                              | 일본                         | 스타온 엔터테인먼트           |                              |                                                                   |
| 여강동                       | 2007년 10월 4일              |                              | 대한민국                     | 개인 연습생                   |                              |                                                                   |
| 유이토                       | 2007년 12월 1일              |                              | 일본                         | 소니 뮤직 엔터테인먼트 (일본) |                              | 니지 프로젝트 시즌 2 참가자                                       |
| 장경호                       | 2001년 5월 7일               |                              | 대한민국                     | 개인 연습생                   |                              | World Klass(월드 클래스) 참가자 前 TO1 멤버                       |
| 장슈아이보                   | 2002년 7월 2일               |                              | 중국                         | WELL 엔터테인먼트             |                              | 청춘유니 3 참가자 보이즈 플래닛 참가자                            |
| 제이엘                       | 2004년 4월 21일              |                              | 필리핀                       | SBTalent 캠프                 | PLUUS 멤버                   |                                                                   |
| 제임스                       | 2004년 5월 24일              |                              | 태국                         | 개인 연습생                   | PrimeTime 멤버               |                                                                   |
| 젠젠                         | 2009년 1월 26일              |                              | 태국                         | 빌 엔터테인먼트               |                              |                                                                   |
| 즈언                         | 2006년 10월 28일             |                              | 대만                         | 빌 엔터테인먼트               |                              | 前 플레디스 엔터테인먼트 연습생                                   |
| 지앙판                       | 2005년 5월 19일              |                              | 중국                         | TOP CLASS 엔터테인먼트        |                              |                                                                   |
| 진즈밍                       | 2007년 3월 29일              |                              | 중국                         | TOP CLASS 엔터테인먼트        |                              |                                                                   |
| 차웅기                       | 2002년 4월 23일              |                              | 대한민국                     | 개인 연습생                   |                              | World Klass(월드 클래스) 참가자 前 TO1 멤버 보이즈 플래닛 참가자  |
| 카이리                       | 2003년 3월 24일              |                              | 일본                         | 개인 연습생                   |                              | 前 TFN (음악 그룹) 멤버                                           |
| 켄타                         | 2002년 1월 28일              |                              | 일본                         | 개인 연습생                   |                              | 前 Zero PLANET 멤버                                               |
| 허쥔진                       | 2005년 3월 27일              |                              | 중국                         | DIYI 엔터테인먼트             | StarT 프로그램 멤버          |                                                                   |
| 히로토                       | 2003년 2월 23일              |                              | 일본                         | CAT'S EYE 오키나와            |                              |                                                                   |

1. ↑  2024년 기준, 나이를 계산한다.